# Пять углов (газета)
«Пять углов» — информационно-познавательное издание для молодёжи, правопреемник издававшейся с 1924 года старейшей российской газеты для школьников «Ленинские искры».

## История
Последний номер издания под названием «Ленинские искры» вышел 29 декабря 1990 года. С 5 января 1991 года редакция газеты устроила эксперимент: в течение последующих пятидесяти двух недель каждый новый номер выходил под новым названием, который придумывали авторы и читатели газеты. Одновременно шёл конкурс на выбор нового имени для издания.
Первым, предложенным вариантом, был «Кот в мешке». Затем — «Наш паровоз», «Это про нас», «Детское время», «Невесомость» «Девочки и мальчики», «Дискант» и другие. В начале октября 1991 года у газеты сменился учредитель — вместо упразднённого Ленинградского обкома ВЛКСМ Совета пионерской организации им на короткое время стал областной комитет Санкт-Петербургской федерации молодёжных объединений.
С 23 января 1992 года газета вышла под новым названием «Пять углов». Учредителями выступили журналисты редакции и ТОО «Шанс» (в дальнейшем — "Издательский дом «ШАНС»).
Целевую аудиторию газеты составляли старшие школьники и молодые люди в возрасте 14-18 лет. Среди подписчиков были представители большинства регионов России.
Газета традиционно являлась базой для профессиональной и творческой практики студентов вузов Петербурга и других городов России, обучающихся по специальностям «Журналистика» и «Связи с общественностью». Издание является также базовой творческой площадкой для абитуриентов, занимавшихся на Малом факультете журналистики Санкт-Петербургского государственного университета.
До 2007 года газета выходила еженедельно, в том числе раз в месяц — в виде специального приложения «Абитуриент». С 2007 года перешла на ежемесячный выпуск в журнальном формате, а в 2009 году выпуск бумажного издания прервался на три с половиной года: очередной номер (7001) вышел в ноябре 2012 года.

### Электронная версия газеты
С 2009 года функции издателя и учредителя газеты перешли к ООО «Пять углов». В августе того же года было официально зарегистрировано электронное периодическое издание «Пять углов», которое выходит ежедневно. В электронном издании представлены все традиционные рубрики и темы «Пяти углов» — «Абитуриент» — помощь в выборе учебного заведения и профессии, «Культпросвет» — новости, события, явления, люди из мира музыки, кино, живописи, литературы и других видов и направлений актуального искусства и культуры, «Жизнь» — статьи, репортажи, размышления, советы обо всем, что волнует молодых людей, «ActiveLife» — о спорте и здоровом образе жизни, «Путешествия» — для тех, кто хочет узнать больше об окружающем мире, «Стиль» — интересующимся модой, «Хард и Софт» — о компьютерах и прочих полезных гаджетах, интернете, играх и ряд других.
В рамках электронного издания «Пять углов» работает социальная сеть, зарегистрированные пользователи которой имеют возможность самостоятельно публиковать свои творческие работы.

## Современность
Сегодня портал «Пять углов» — это помощник в выборе профессии и дальнейшего обучения, дополнительно выполняющий функции молодёжной биржи труда и клуба знакомств. На нём появляются статьи о жизни молодёжи, содержащие много полезной информации, научно-познавательных материалов, которые помогают юным читателям ориентироваться и адаптироваться в окружающем мире, а их родителям лучше понимать своих детей. Основной читатель on-line издания — ученики старших классов, средних специальных учебных заведений, студенты младших курсов, в общем, прежде всего те, кому от 14 до 20 лет. Основные авторы — все перечисленные выше.
Помимо новостных и публицистических разделов, сайт содержит регулярно обновляемую базу данных образовательных учреждений.

## Награды
«Пять углов» неоднократно удостаивались наград и знаков отличия государственных и общественных организаций, в том числе были отмечены, как «Лучшее периодическое издание для детей и молодёжи» в рамках фестиваля СМИ «Вся Россия-2001», были удостоены премии правительства Петербурга за публикации к 60-летию Победы (2005 год) и Премии «Созвездие Петербурга» в 2006 году.